# Steamboat Springs
Steamboat Springs, é uma cidade localizada no estado americano de Colorado. Pertence ao Condado de Routt, do qual é a sede e a maior cidade. Localiza-se no vale superior do Yampa River, ao longo da autoestrada U.S. Route 40, a oeste da Divisória Continental da América do Norte e da montanha Rabbit Ears Pass. De acordo com o Censo dos Estados Unidos de 2010, a população da cidade era de 12.088 pessoas.
Carinhosamente chamada de Ski Town USA ou até Bike Town USA, Steamboat Tem uma vocação turística muito grande, e atrai turistas do mundo inteiro com destino de resorts de ski. A indústria do turismo da cidade é destacada pelo Steamboat Ski Resort, que fica no Mount Werner, nas cordilheiras de Park Range, a leste da cidade. Uma outra área para se praticar o ski na cidade é o muito menor Howelsen Hill Ski Area.
Em 1989 e 1990, a cidade foi sede do Campeonato Mundial de Esqui Alpino.

## Demografia
Segundo o Censo dos Estados Unidos de 2010, a sua população é de 12.088 habitantes, o que dá uma densidade populacional de 459,64 hab./km².
Dos 12.088 habitantes, Steamboat é composta por 94.04% de brancos, 0.65% de afroamericanos, 0.41% de ameríndios, 0.79% de asiáticos, 0.04% pertences a países de ilhas do Pacífico, 2.53% de outras raças e 1.55% pertencem a duas ou mais raças. Da população total, 8.48% são hispanicos ou latinos de qualquer raça.

### Crescimento Populacional
| Censo (Ano) | População | Crescimento Populacional (%) |
| ----------- | --------- | ---------------------------- |
| 1890        | 91        | —                            |
| 1900        | 450       | 394.5%                       |
| 1910        | 1.227     | 172%                         |
| 1920        | 1.249     | 1.8%                         |
| 1930        | 1.198     | -4.1%                        |
| 1940        | 1.613     | 34.6%                        |
| 1950        | 1.913     | 18.6%                        |
| 1960        | 1.843     | -3.7%                        |
| 1970        | 2.340     | 27.0%                        |
| 1980        | 5.098     | 117.9%                       |
| 1990        | 6.695     | 31.3%                        |
| 2000        | 9.815     | 46.6%                        |
| 2010        | 12.088    | 23.2%                        |

Fonte:U.S. Decennial Census

## Geografia
De acordo com o United States Census Bureau, a cidade tem uma área de
26,3 km², dos quais 26,27 km² (99,89%) cobertos por terra e 0,03 km² (0,11%) cobertos por água.
Steamboat Springs localiza-se a aproximadamente 2.052m acima do nível do mar.
O Yampa Valley e a área circundante contêm várias fontes termais geotérmicas.

## Clima
De acordo com a Classificação climática de Köppen-Geiger, Steamboat Springs tem um Clima continental húmido de verão quente (Dfb).
| Dados climáticos para Steamboat Springs, Colorado (1981–2010) | Dados climáticos para Steamboat Springs, Colorado (1981–2010) | Dados climáticos para Steamboat Springs, Colorado (1981–2010) | Dados climáticos para Steamboat Springs, Colorado (1981–2010) | Dados climáticos para Steamboat Springs, Colorado (1981–2010) | Dados climáticos para Steamboat Springs, Colorado (1981–2010) | Dados climáticos para Steamboat Springs, Colorado (1981–2010) | Dados climáticos para Steamboat Springs, Colorado (1981–2010) | Dados climáticos para Steamboat Springs, Colorado (1981–2010) | Dados climáticos para Steamboat Springs, Colorado (1981–2010) | Dados climáticos para Steamboat Springs, Colorado (1981–2010) | Dados climáticos para Steamboat Springs, Colorado (1981–2010) | Dados climáticos para Steamboat Springs, Colorado (1981–2010) | Dados climáticos para Steamboat Springs, Colorado (1981–2010) |
| Mês                                                           | Jan                                                           | Fev                                                           | Mar                                                           | Abr                                                           | Mai                                                           | Jun                                                           | Jul                                                           | Ago                                                           | Set                                                           | Out                                                           | Nov                                                           | Dez                                                           | Ano                                                           |
| ------------------------------------------------------------- | ------------------------------------------------------------- | ------------------------------------------------------------- | ------------------------------------------------------------- | ------------------------------------------------------------- | ------------------------------------------------------------- | ------------------------------------------------------------- | ------------------------------------------------------------- | ------------------------------------------------------------- | ------------------------------------------------------------- | ------------------------------------------------------------- | ------------------------------------------------------------- | ------------------------------------------------------------- | ------------------------------------------------------------- |
| Média alta °F (°C)                                            | 28.8 (−1.8)                                                   | 33.3 (0.7)                                                    | 43.7 (6.5)                                                    | 54.3 (12.4)                                                   | 65.2 (18.4)                                                   | 75.5 (24.2)                                                   | 82.8 (28.2)                                                   | 81.2 (27.3)                                                   | 72.6 (22.6)                                                   | 59.3 (15.2)                                                   | 42.0 (5.6)                                                    | 28.9 (−1.7)                                                   | 55.6 (13.1)                                                   |
| Média baixa °F (°C)                                           | 2.6 (−16.3)                                                   | 5.9 (−14.5)                                                   | 16.9 (−8.4)                                                   | 24.3 (−4.3)                                                   | 32.6 (0.3)                                                    | 37.8 (3.2)                                                    | 43.9 (6.6)                                                    | 42.6 (5.9)                                                    | 34.5 (1.4)                                                    | 25.4 (−3.7)                                                   | 15.9 (−8.9)                                                   | 4.4 (−15.3)                                                   | 23.9 (−4.5)                                                   |
| Média precipitação pol. (mm)                                  | 2.30 (58.4)                                                   | 2.01 (51.1)                                                   | 1.78 (45.2)                                                   | 2.31 (58.7)                                                   | 2.30 (58.4)                                                   | 1.68 (42.7)                                                   | 1.61 (40.9)                                                   | 1.71 (43.4)                                                   | 2.18 (55.4)                                                   | 2.21 (56.1)                                                   | 2.34 (59.4)                                                   | 2.39 (60.7)                                                   | 24.81 (630.2)                                                 |
| Queda de neve média pol. (cm)                                 | 38.2 (97)                                                     | 28.9 (73.4)                                                   | 19.0 (48.3)                                                   | 13.4 (34)                                                     | 2.2 (5.6)                                                     | 0.1 (0.3)                                                     | 0.0 (0)                                                       | 0.0 (0)                                                       | 0.4 (1)                                                       | 6.8 (17.3)                                                    | 24.9 (63.2)                                                   | 37.3 (94.7)                                                   | 171.3 (435.1)                                                 |
| Fonte: NOAA                                                   |                                                               |                                                               |                                                               |                                                               |                                                               |                                                               |                                                               |                                                               |                                                               |                                                               |                                                               |                                                               |                                                               |

## Localidades na Vizinhança

Condado de Routt.Steamboat é a sede e a maior cidade deste condado.

O diagrama seguinte representa as localidades num raio de 64 km ao redor de Steamboat Springs.

## Atrações Turísticas
Steamboat Springs é fortemente dependente do turismo. A maior parte da receita anual da cidade é devida ao grande número de turistas que visitam Steamboat a cada ano. Com uma média anual de 30 metros de neve, Steamboat ganhou carinhosamente o apelido de "Ski Town EUA" e é conhecida como o "último destino de esqui do mundo". Descidas em corredeiras, e passeios em trilha e de gondola, são outras atrações turísticas da cidade.
Em 2011, a cidade foi reconhecida pela Liga dos Ciclistas Americanos como uma Comunidade Amigável das Bicicletas em Nível Ouro.
Em 2013, Steamboat Springs sediou uma etapa do USA Pro Cycling Challenge, uma corrida de ciclismo profissional em vários estágios. atrai mais de 1 milhão de revisores no local e foi recentemente nomeado pela Cycling News como a Melhor Corrida de Palco do Mundo. Steamboat Springs também oferece trilhas de mountain bike no verão.

### Transporte
Steamboat Springs possui e opera a pista de pouso Bob Adams Field (ICAO: KSBS), uma pista de asfalto de 4.300 pés (1.300 m), localizada na Elk River Road, que está disponível para aeronaves privadas menores e aviação geral. Para voos comerciais maiores, a cidade é servida pelo Yampa Valley Airport (ICAO: KHDN) que fica a aproximadamente 40 km a oeste, perto de Hayden, CO via EUA. O Yampa Valley Airport é servido sazonalmente durante os meses de inverno pela American Airlines, Delta Air Lines e United Airlines, todas fornecendo serviço de jato principal, e também tem voos durante o ano todo de ida e volta para Denver operados pela United Express que operam aviões regionais a jato e turboélice na rota. Steamboat Springs é servido pela Greyhound Lines com serviço direto para Denver, CO e Salt Lake City, UT.

### Construções Históricas

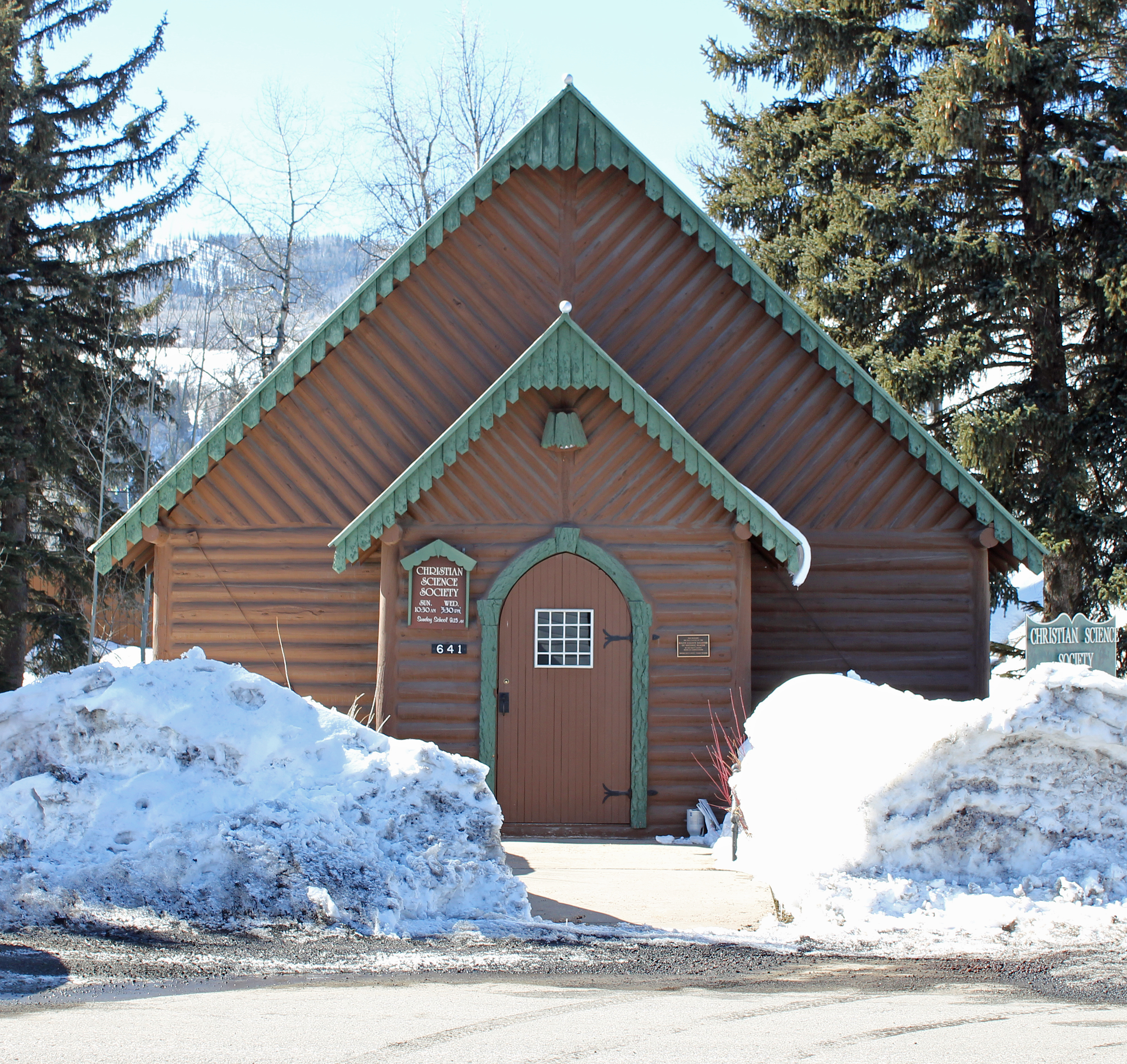
Christian Science Society Building.

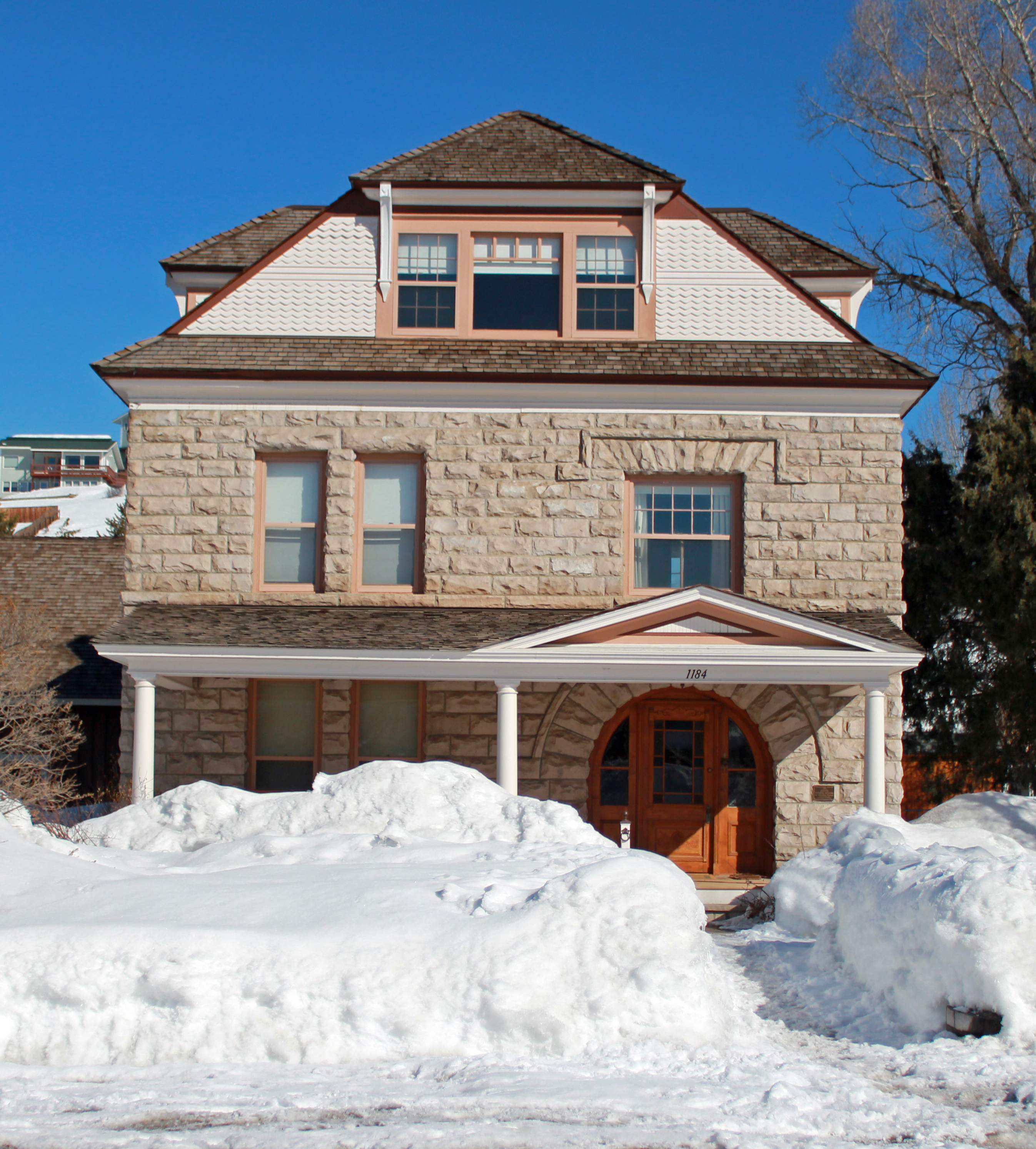
Crawford House

- Christian Science Society Building - Igreja histórica da Ciência Cristã construída em 1934. No dia 22 de Agosto de 2007 foi tombada pelo "National Register of Historic Places" como um patrimônio histórico e artístico.[7][8]
- Crawford House Building - construída em pedra local em 1894 pelo fundador da cidade, James Harvey Crawford, que desde 2005 está listada no National Register of Historic Places.

### Festivais
- Yampa River Festival - atração anual que acontece sempre no primeiro final de semana de Junho
- Winter Carnival - atração anual que acontece sempre no carnaval.

## Cidades Irmãs
De acordo com a organização "Sister Cities International", Steamboat Springs tem 2 cidades-irmãs, a saber:
- Saas-Fee, Suíça
- San Martín de Los Andes, Argentina

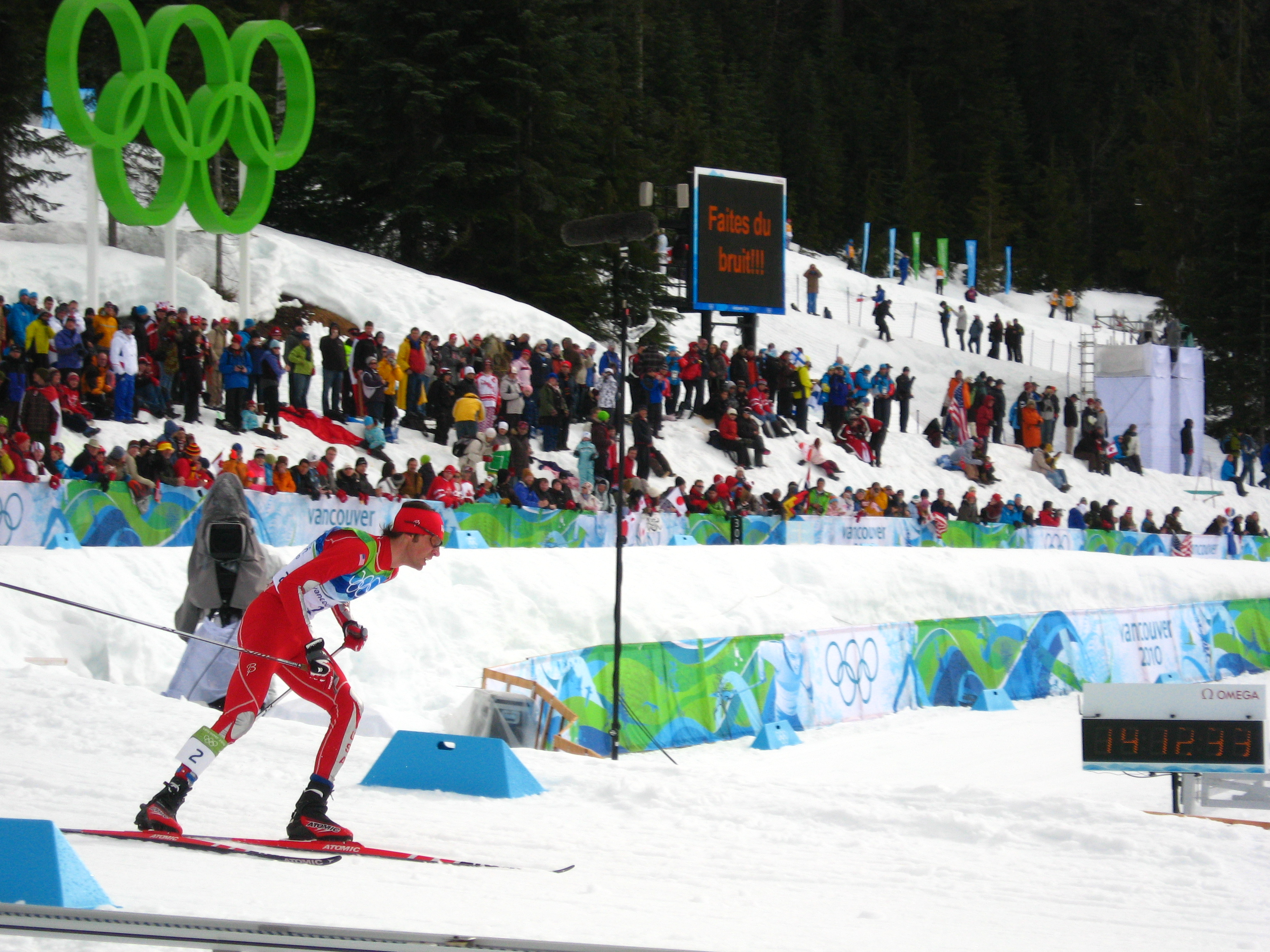
Johnny Spillane, 3 vezes Medalhista Olímpico (Inverno) de Prata, e Campeão do Mundo. Morador de Steamboat

## Pessoas Notábeis

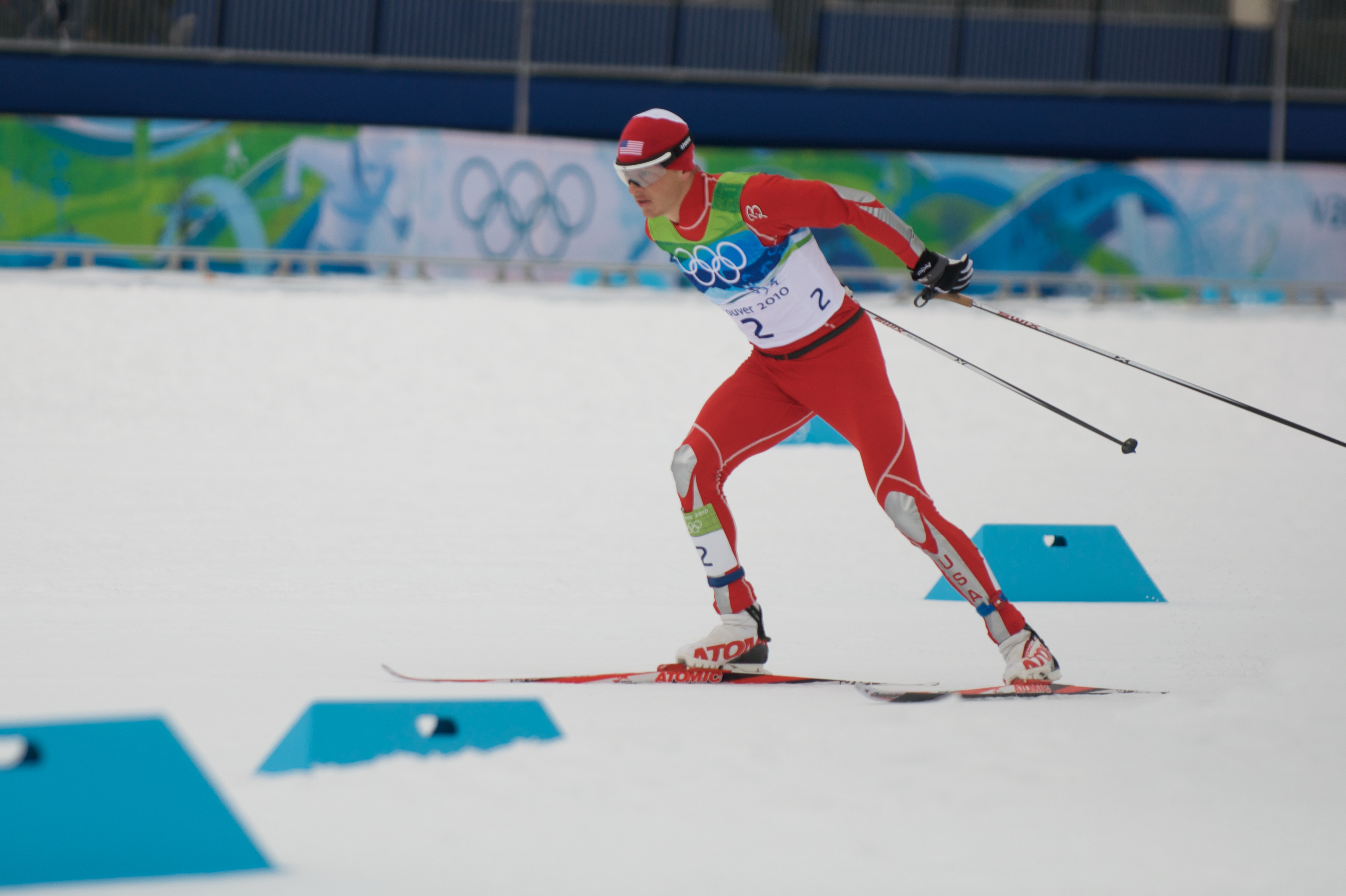
Todd Lodwick, bicampeão do Mundo

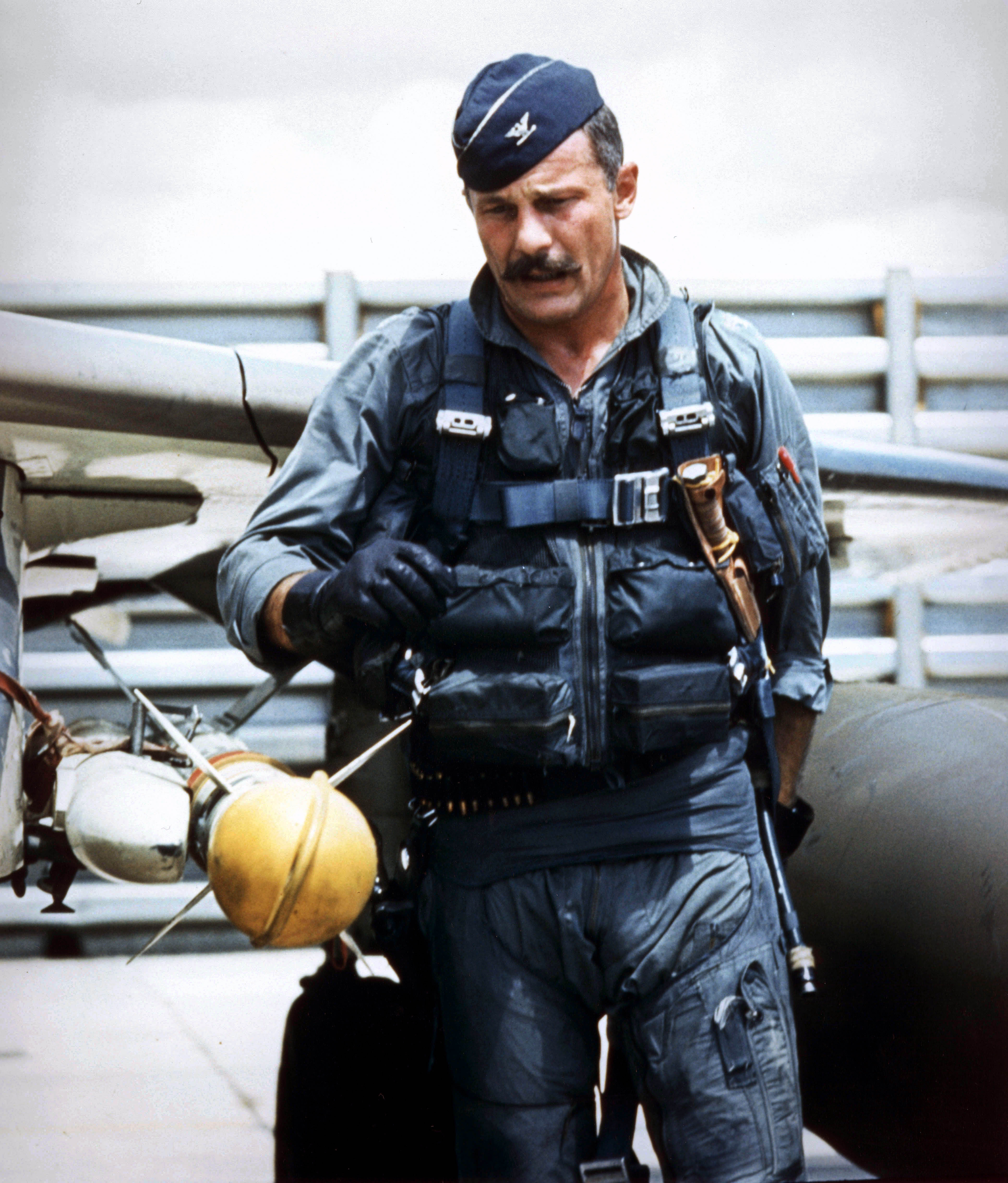
Robin Olds, Piloto de avião. Pilotou na Guerra do Vietnã.

A cidade de Steamboat é famosa por ter sido berço de vários campeões olímpicos. Além deles, existem pessoas famosas no mundo da música e do entretenimento que nasceram em Steamboat. São eles:
- Debbie Armstrong (* 1963)- Medalhista Olímpico (Inverno) de Ouro; morador de Steamboat Springs
- Nelson Carmichael (* 1965) - Medalhista Olímpico (Inverno) de Bronze; nasceu em Steamboat Springs
- Taylor Fletcher (*1990) - Competiu em Vancouver 2010.
- Billy Kidd (*1943) - Medalhista Olímpico (Inverno) de Prata; mudou-se em 1970 para Steamboat e é o Diretor de Ski da empresa "Steamboat Ski Resort".
- Todd Lodwick (* 1976) - Medalhista Olímpico (Inverno) de Prata e Bicampeão do Mundo; nasceu em Steamboat Springs
- Verne Lundquist (* 1940) - Narrador esportivo; morador de Steamboat Springs
- Travis Mayer (* 1982) - Medalhista Olímpico (Inverno) de Prata; morador de Steamboat Springs
- Carey McWilliams (1905–1980) - Jornalista, escritor e autor. Nasceu em Steamboat Springs
- Robin Olds (1922–2007) - piloto de avião que guerreou na Guerra do Vietnã; aposentou-se, e viveu seus últimos dias em Steamboat.
- Reese Roper (* 1973), Cantora e compositora; nasceu em Steamboat Springs
- Andrew Sisco (* 1983) - Jogador de baseball; nasceu em Steamboat Springs
- Johnny Spillane (* 1980) - 3 vezes Medalhista Olímpico (Inverno) de Prata, e Campeão do Mundo; nasceu em Steamboat Springs
- Alvin P. Wegeman (* 1927) - Esquiador olímpico.
- Buddy Werner (1936–1964) - Esquiador olímpico. A montanha "Mount Werner" foi nomeada em sua homenagem (em 1965 ele morreu numa avalanche ocorrida nesta montanha); nasceu, morreu e foi enterrado em Steamboat Springs
- Gordon Wren (1919–1999) - Ski jumper; viveu seus últimos dias e morreu em Steamboat.

## Galeria de Fotos da Cidade

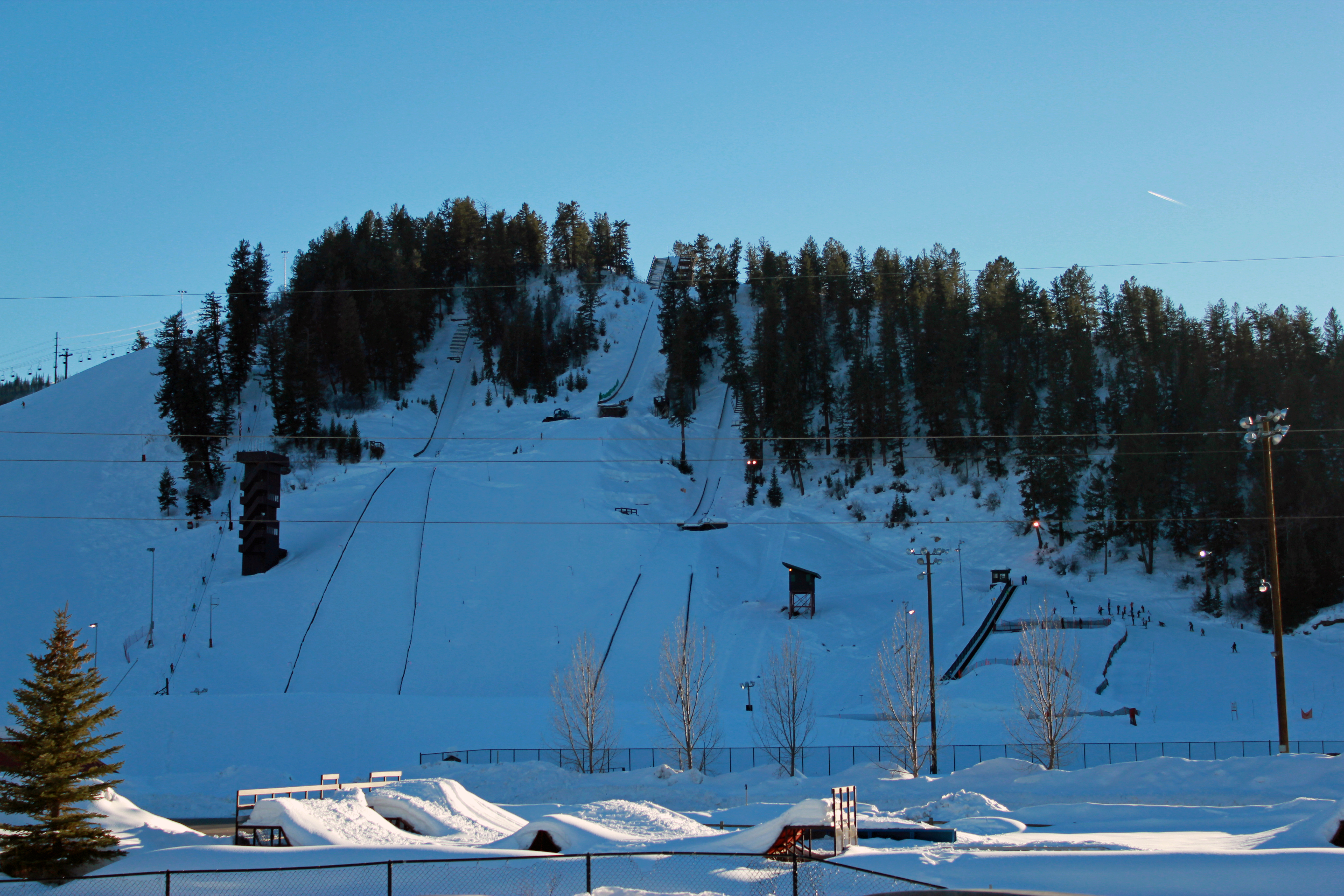
Howelsen Hill Ski Area
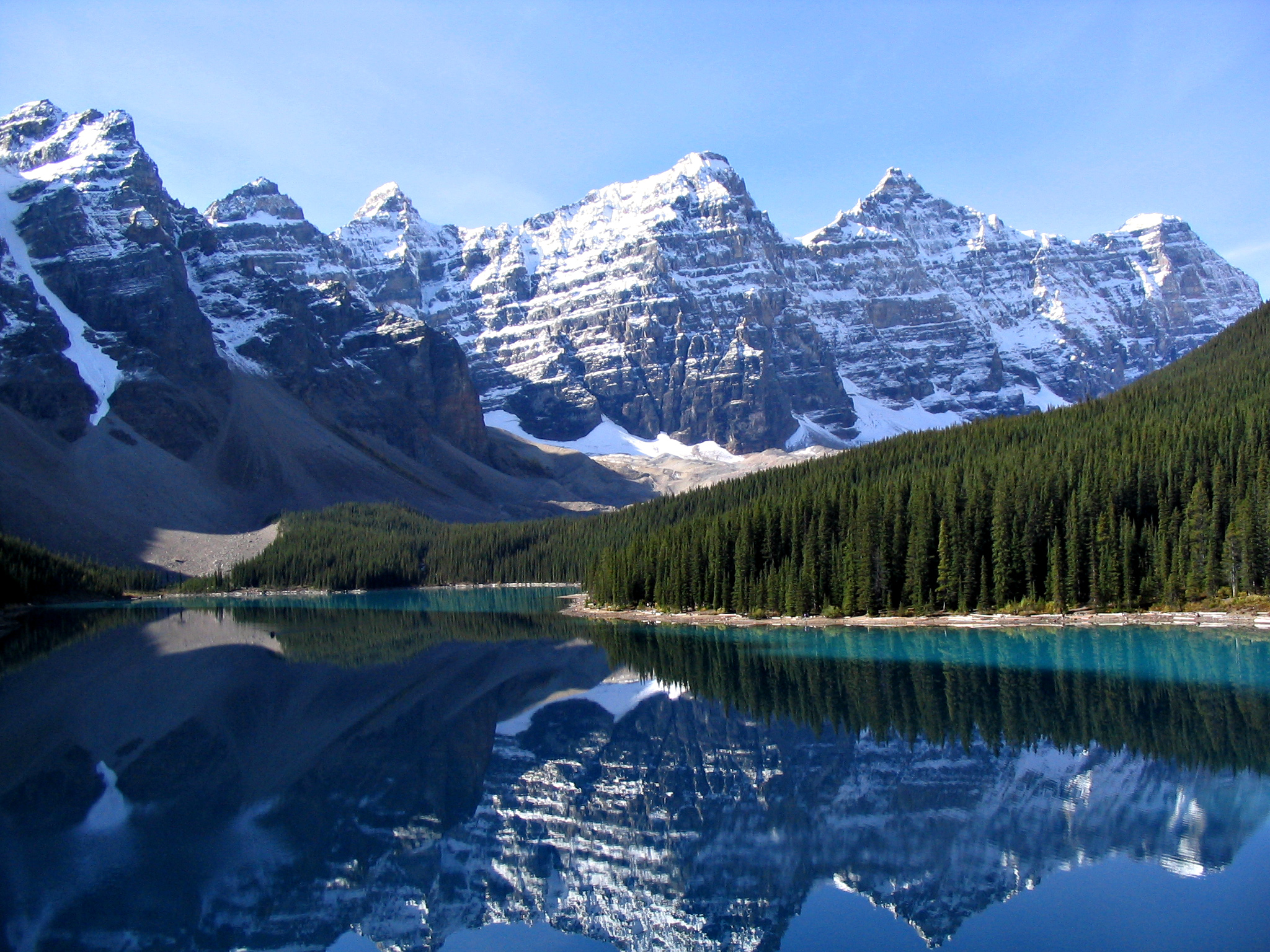
Rocky Mountains
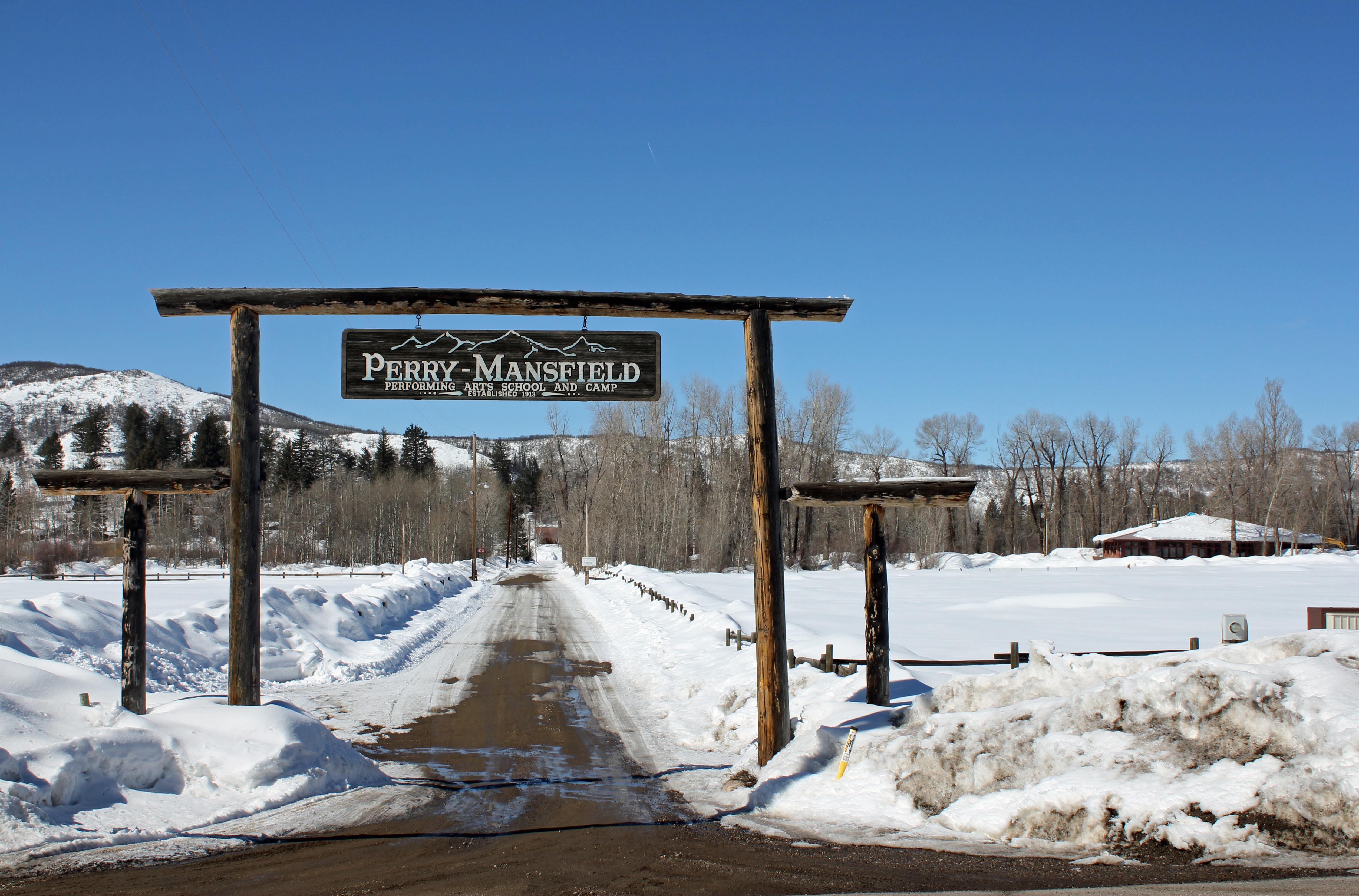
Perry-Mansfield Performing Arts School & Camp
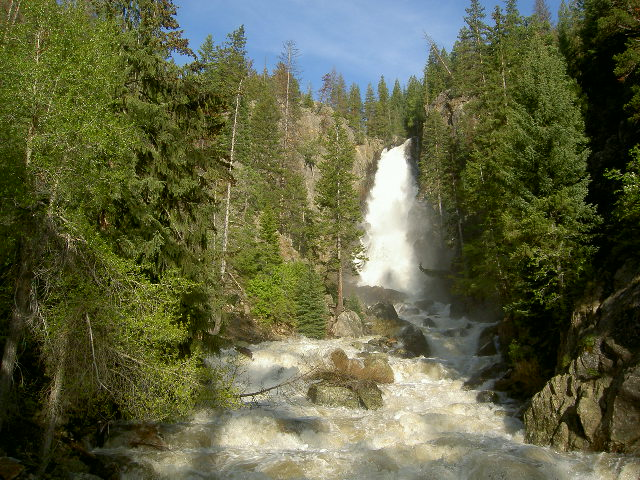
Fish Creek Falls
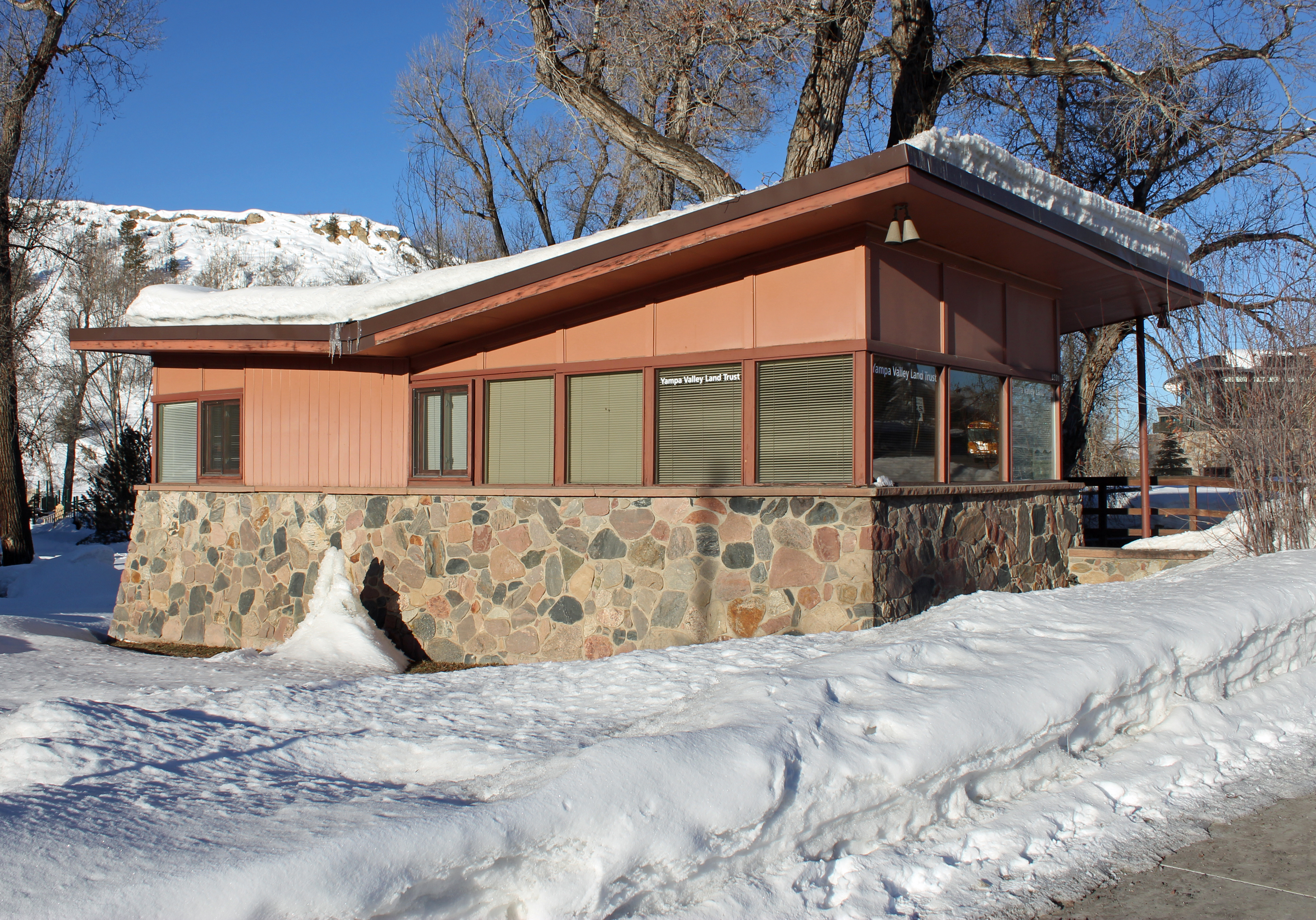
Chamber of Commerce Building
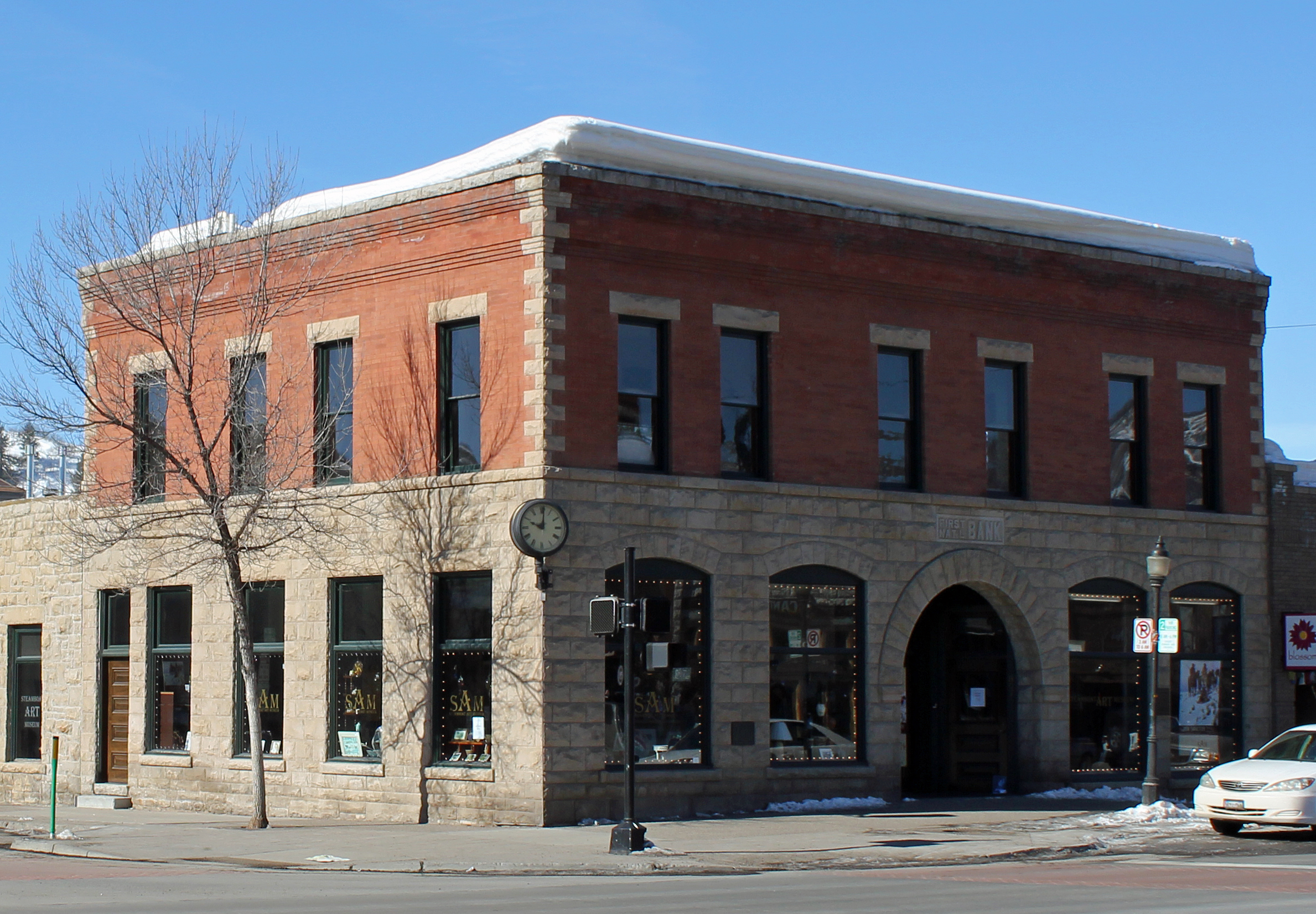
First National Bank Building
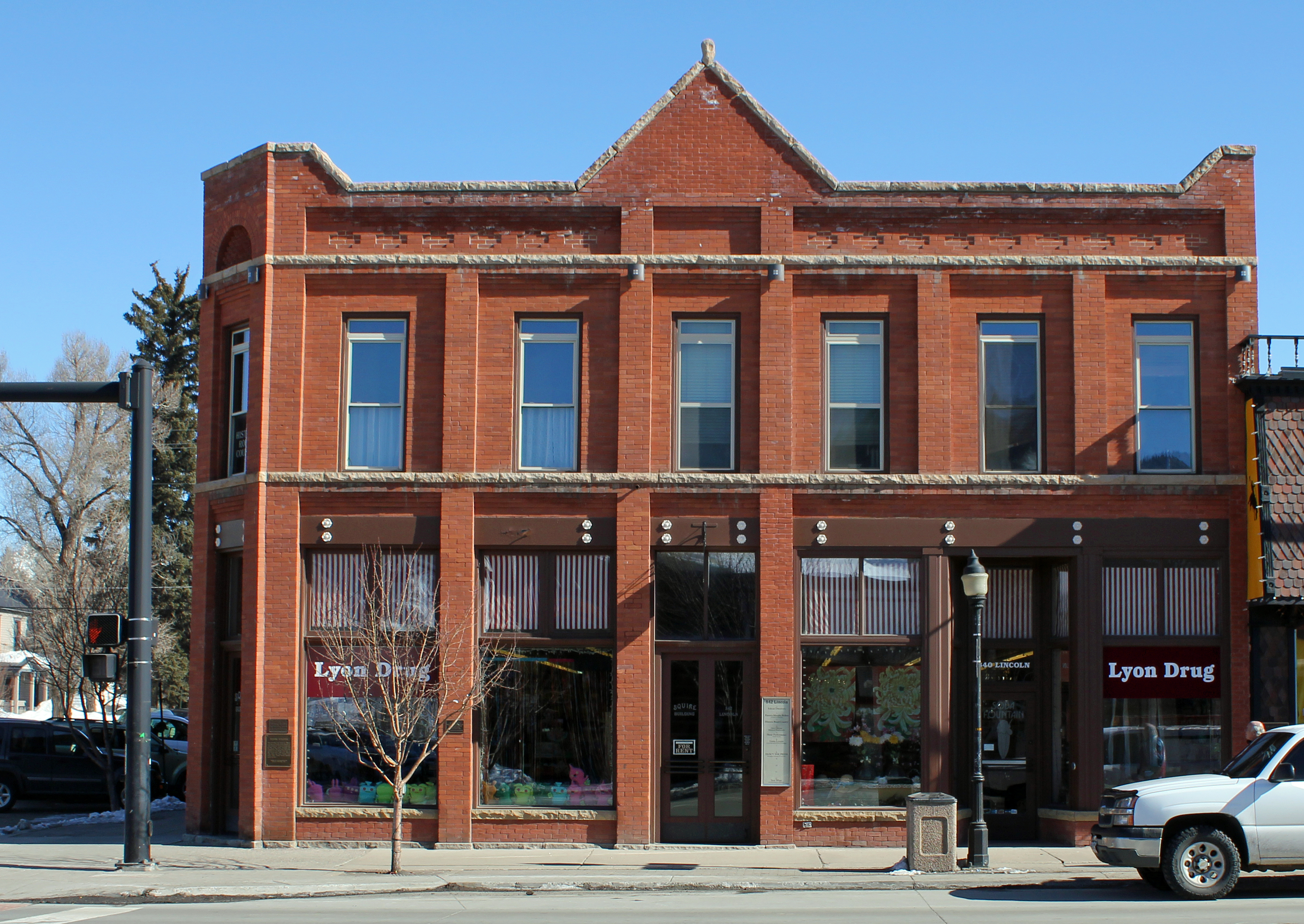
Maxwell Building
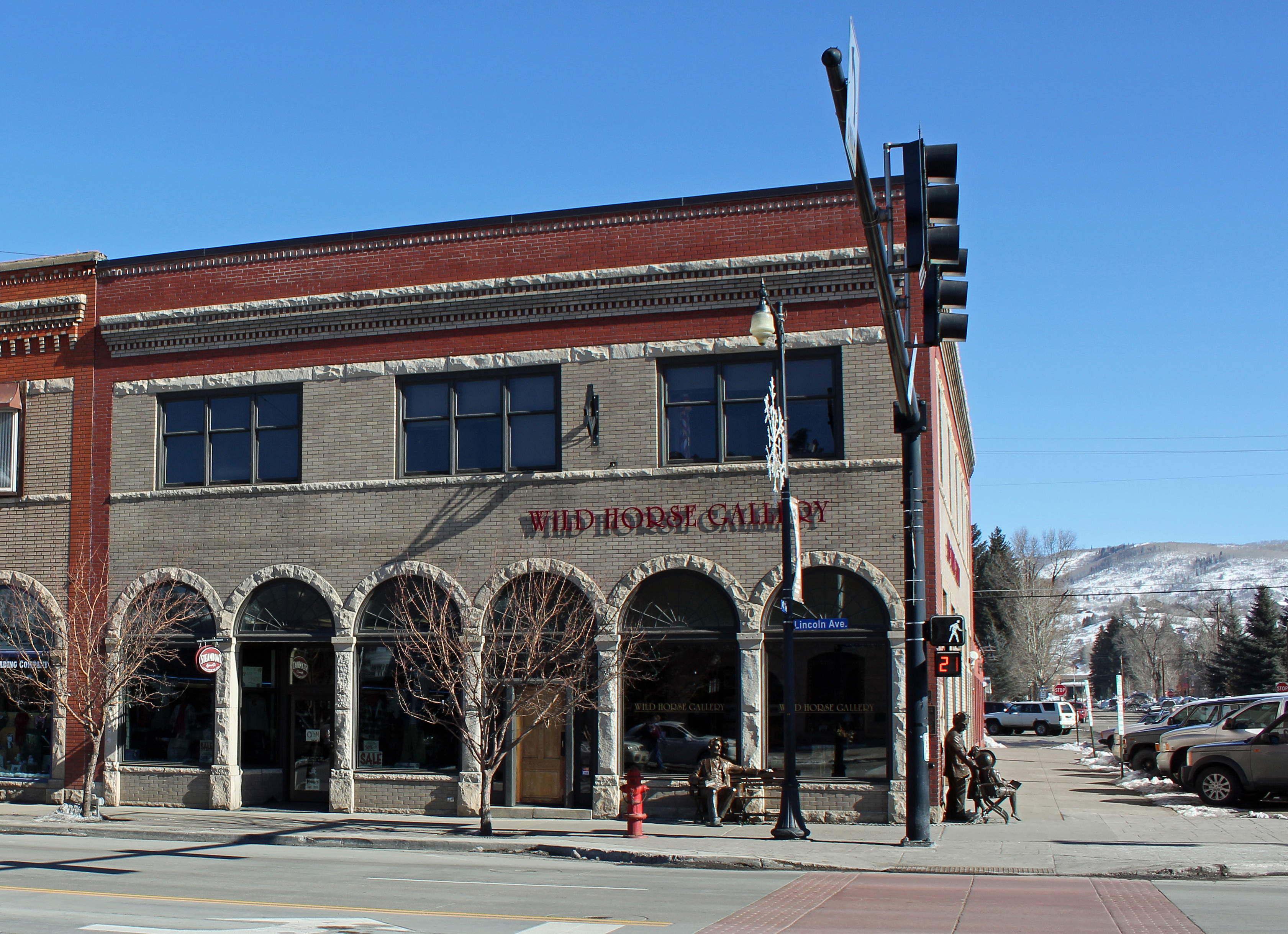
Routt County National Bank Building
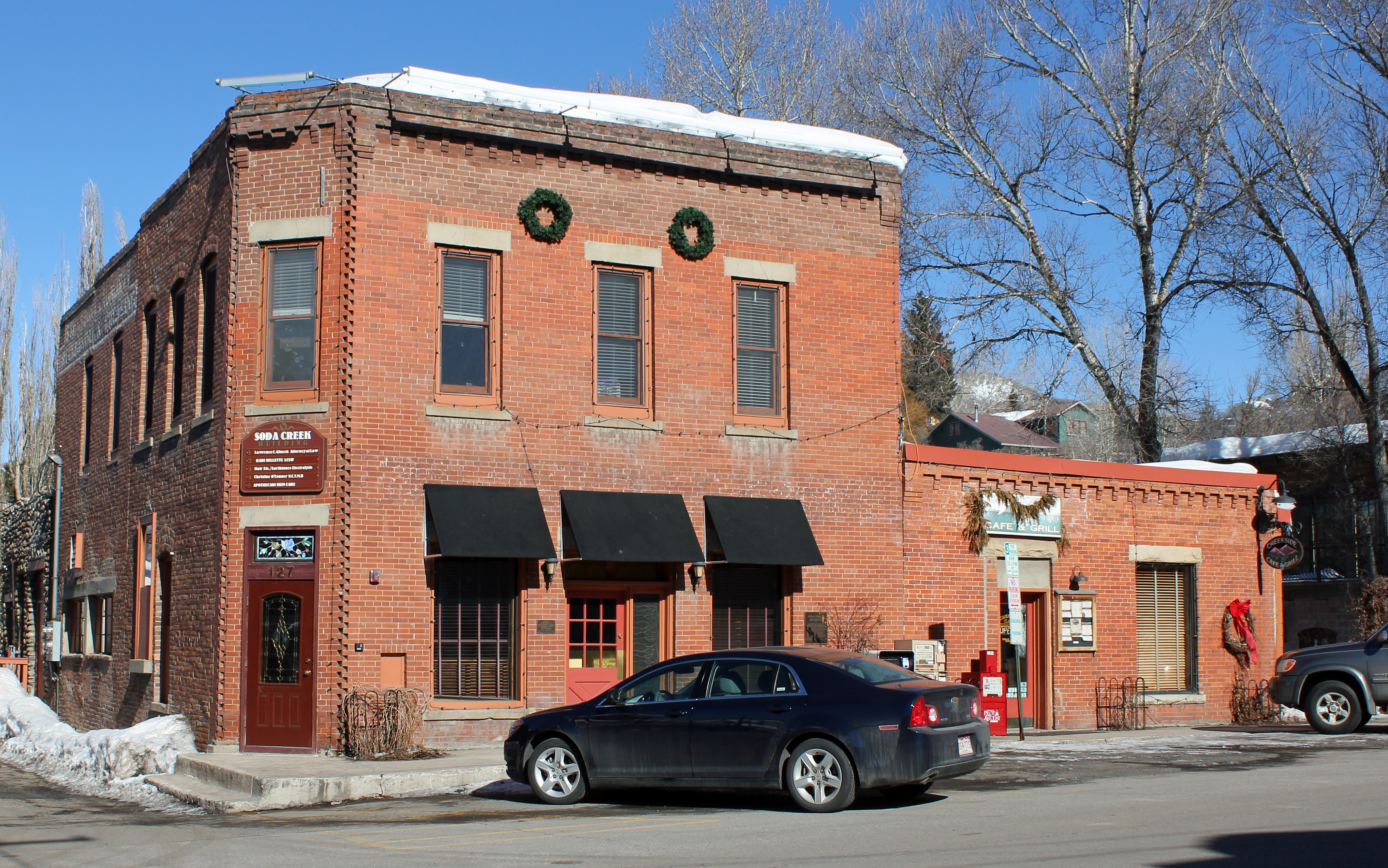
Steamboat Laundry Building
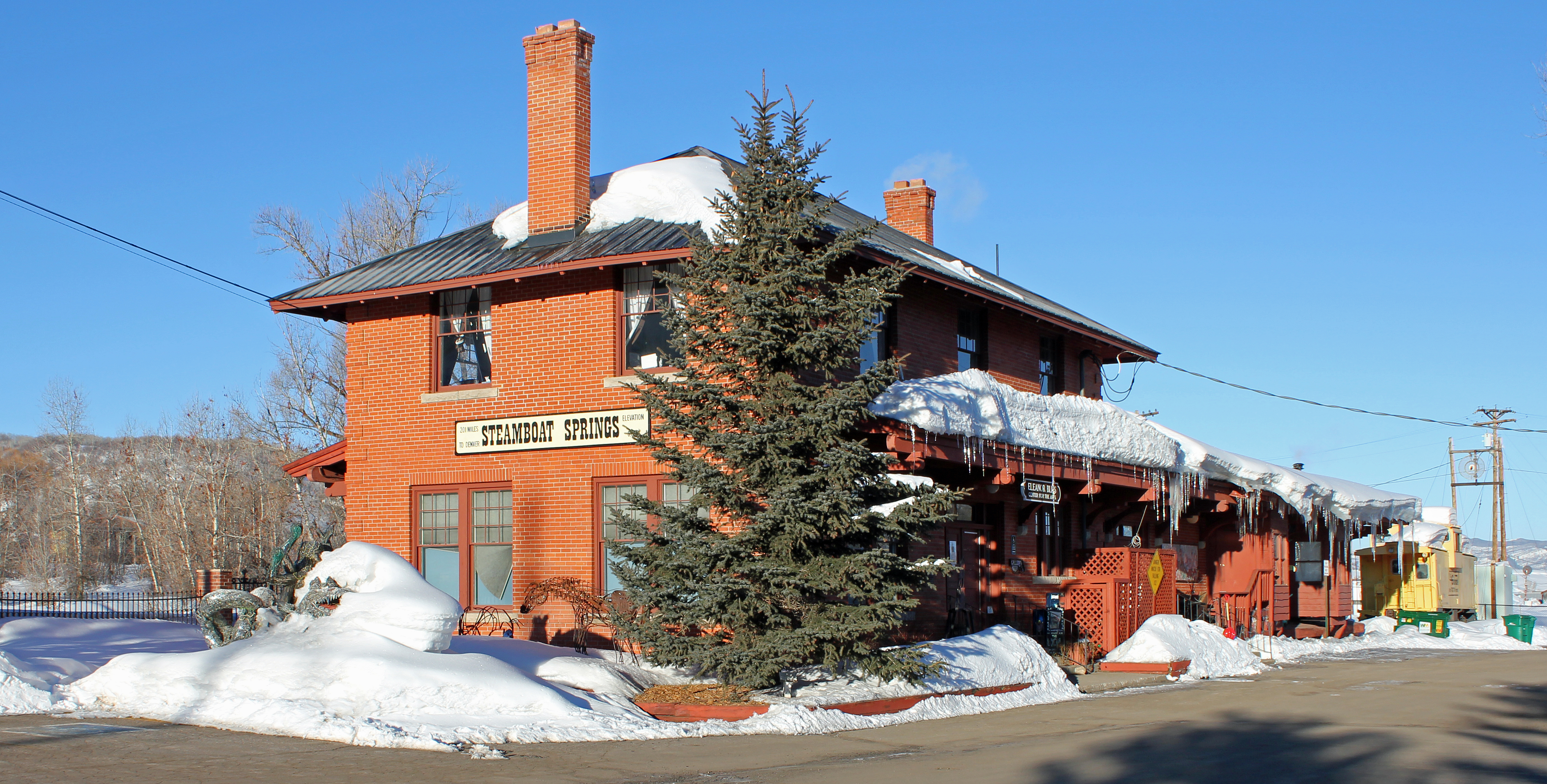
Steamboat Springs Depot